# Saint-Cyr-en-Talmondais
Saint-Cyr-en-Talmondais település Franciaországban, Vendée megyében. Lakosainak száma 400 fő (2022. január 1.). Saint-Cyr-en-Talmondais La Bretonnière-la-Claye, Curzon, Le Givre, La Jonchère, Saint-Benoist-sur-Mer és Saint-Vincent-sur-Graon községekkel határos.

## Népesség
A település népessége az elmúlt években az alábbi módon változott:
| Lakosok száma | 358  | 372  | 380  | 379  | 387  | 394  | 402  | 398  | 400  |
|               | 2013 | 2015 | 2016 | 2017 | 2018 | 2019 | 2020 | 2021 | 2022 |